# Національна академія аграрних наук України
Націона́льна акаде́мія агра́рних нау́к України (НААН) розпочала свою діяльність як Всеукраїнська академія сільськогосподарських наук 22 травня 1931 і з такою назвою проіснувала самостійно та в складі різних відомств до 1990 року. Постановою Ради Міністрів УРСР від 22 вересня 1990 року № 279 академії було надано нову назву — Українська академія аграрних наук (УААН). Ректором по 1996 рік був Созінов Олексій Олексійович. 29 липня 1991 року закладу надано статус самоврядної організації, яка входить до складу агропромислового комплексу УРСР. 6 січня 2010 року академії було надано статус національної і перейменовано в Національну академію аграрних наук України.

## Статус
Академія є державною самоврядною науковою організацією і фінансується з державного бюджету та інших джерел не заборонених законодавством України. Самоврядність її полягає в тому, що вона самостійно визначає тематику досліджень, свою структуру, вирішує науково-організаційні, господарські, кадрові питання, здійснює міжнародні зв'язки.

## Склад та структура
Станом на 2013 рік персональний склад академії налічував 113 академіків і 117 членів-кореспондентів.
Структурно Академія розділена на 6 галузевих відділень:
- землеробства, меліорації та механізації,
- рослинництва,
- зоотехнії,
- ветеринарної медицини,
- аграрної економіки і продовольства,
- наукового забезпечення інноваційного розвитку.

До складу Академії входять 271 установа, підприємств і організацій. В тому числі, в прямому підпорядкуванні Академії знаходиться 88 наукова установа: 11 національних наукових центрів, 41 інститут, 3 державні обласні і 4 галузеві дослідні станції.
В систему Академії входять понад 200 дослідних господарств та інших підприємств. В кожній області діють регіональні центри наукового забезпечення АПВ. З метою впорядкування діяльності науково-дослідних установ Академії було проведено оптимізацію їх кількості та кількості земельних угідь, необхідних для виконання програм наукових досліджень та апробації і впровадження наукових розробок.

### Науково-дослідні установи НААН
- Відділення землеробства, меліорації та механізації:
  - Біосферний заповідник «Асканія-Нова» ім. Ф. Е. Фальц-Фейна
  - Інститут водних проблем і меліорації
  - Інститут кліматично орієнтованого сільського господарства
  - Інститут сільського господарства Карпатського регіону НААН[2]
  - Інститут сільського господарства Полісся
  - Інститут сільськогосподарської мікробіології та агропромислового виробництва НААН України
  - ННЦ «Інститут ґрунтознавства та агрохімії ім. О. Н. Соколовського»
  - ННЦ «Інститут землеробства НААН»
  - Інститут агроекології і природокористування
  - Інженерно-технологічний інститут «Біотехніка»
  - ННЦ «Інститут механізації та електрифікації сільського господарства»[3]

- Відділення рослинництва:
  - ННЦ «Інститут виноградарства і виноробства імені В. Є. Таїрова»
  - Інститут захисту рослин
  - Інститут зернових культур
  - Інститут картоплярства
  - Інститут кормів та сільського господарства Поділля
  - Інститут луб'яних культур
  - Інститут овочівництва і баштанництва
  - Інститут олійних культур
  - Інститут рослинництва імені В. Я. Юр'єва[4]
  - Інститут садівництва
  - Інститут біоенергетичних культур і цукрових буряків
  - Миронівський інститут пшениці імені В. М. Ремесла
  - Селекційно-генетичний інститут — Національний центр насіннєзнавства та сортовивчення[5]

- Відділення зоотехнії:
  - Державна дослідна станція птахівництва
  - Інститут біології тварин
  - Інститут рибного господарства
  - Інститут розведення і генетики тварин імені М. В. Зубця
  - Інститут свинарства і агропромислового виробництва
  - Інститут тваринництва
  - Інститут тваринництва степових районів імені Михайла Іванова «Асканія-Нова» — Національний науковий селекційно-генетичний центр з вівчарства
  - Інститут тваринництва центральних районів
  - ННЦ «Інститут бджільництва ім. П. І. Прокоповича»
  - Черкаська дослідна станція біоресурсів

- Відділення ветеринарної медицини:
  - Інститут ветеринарної медицини
  - ННЦ «Інститут експериментальної та клінічної ветеринарної медицини»

- Відділення аграрної економіки і продовольства:
  - Інститут землекористування
  - Інститут продовольчих ресурсів
  - ННЦ «Інститут аграрної економіки»
  - Інститут обліку і фінансів
  - Український науково-дослідний інститут олій та жирів

- Відділення наукового забезпечення інноваційного розвитку:
  - Буковинська державна сільськогосподарська дослідна станція
  - Волинська державна сільськогосподарська дослідна станція Інституту сільського господарства Західного Полісся
  - Національна наукова сільськогосподарська бібліотека
  - Донецька державна сільськогосподарська дослідна станція
  - Закарпатська державна сільськогосподарська дослідна станція
  - Науково-технічний центр сертифікації «АгроСЕПРО»
  - Інститут сільського господарства Північного Сходу НААН України
  - Інститут сільського господарства Західного Полісся
  - Інститут сільського господарства Причорномор'я
  - Інститут сільського господарства Степу
  - Інститут інноваційного провайдингу

### Колишні
- Інститут зрошуваного землеробства
- Інститут механізації тваринництва
- Інститут рису

## Напрями досліджень
Академія проводить наукові дослідження за 1 національною, 6 державними цільовими, 32 галузевими науково-технічними програмами і 6 окремими проектами, та координує тематику досліджень в організаціях, які працюють над розв'язанням проблем АПК, незалежно від їх відомчої належності. Підтримує міжнародні наукові зв'язки більш ніж 60 установами і організаціями світу.
Наукові установи Академії щорічно завершують 500—800 наукових розробок, реєструють 200—250 патентів та інших охоронних документів на винаходи і корисні моделі, укладають 350—400 ліцензійних договорів на використання об'єктів інтелектуальної власності.
Насінницькі господарства наукових установ щорічно виробляють 100 тис. тонн елітного насіння нових сортів зернових культур, 30 тис. тонн насіння батьківських форм гібридів кукурудзи, соняшника, цукрових буряків та інших культур і забезпечують близько 90 % потреби держави в елітному насінні.
Науковцями академії за останні роки виведено 2 породи, 4 внутріпородні і заводські типи сільськогосподарських тварин та 2 кроси птахів; до 25 % потреби України в племінному молодняку сільськогосподарських тварин задовольняється установами УААН.
Створені сучасні лікувальні і профілактичні препарати для ветеринарії, налагоджене виробництво біопрепаратів в установах Академії. За рахунок цього ветмедицина України на 80 % забезпечена вітчизняними препаратами.
Науковцями створені нові види харчових продуктів та харчових добавок, а також нові види обладнання, які дають змогу економити від 8 до 12 % сировини та інтенсифікувати окремі технологічні процеси на 15—20 %.
Щорічно установи Академії розробляють близько 35 найменувань машин та обладнання, 10-15 нових технологій і технологічних процесів, 8—10 вихідних вимог на машини та інших нормативних документів.

## Видавнича діяльність
Академія має книжкове видавництво «Аграрна наука», видає два періодичних журнали: «Вісник аграрної науки» і Реферативний журнал «Агропромисловий комплекс України», міжвідомчий тематичний науковий збірник Агрохімія і ґрунтознавство, а також науково-інформаційний бюлетень «Аграрна наука — виробництву». В більшості наукових установ видаються збірники наукових праць за галузями знань.